# Зендиково

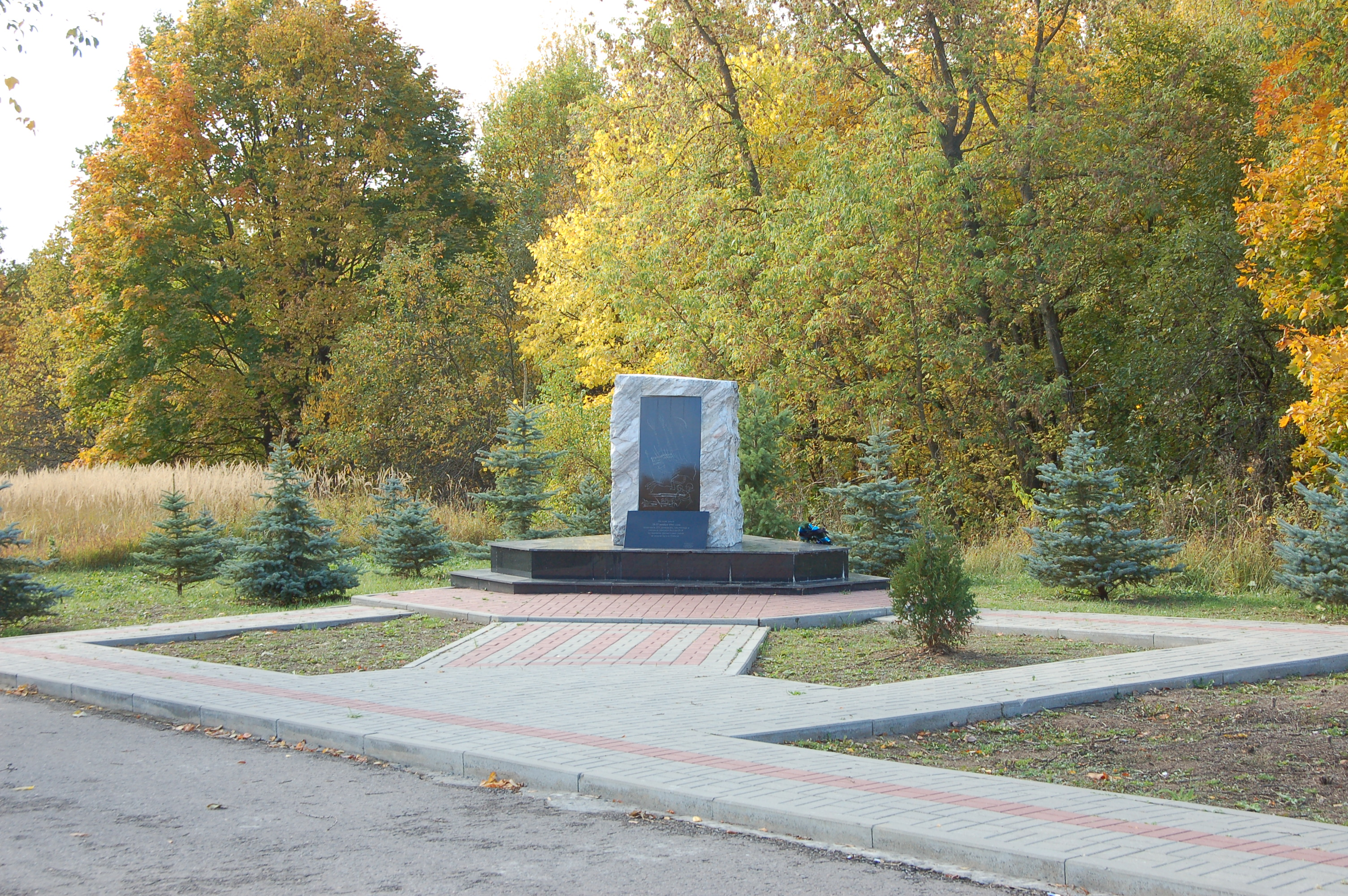
Воинский мемориал в Зендиково

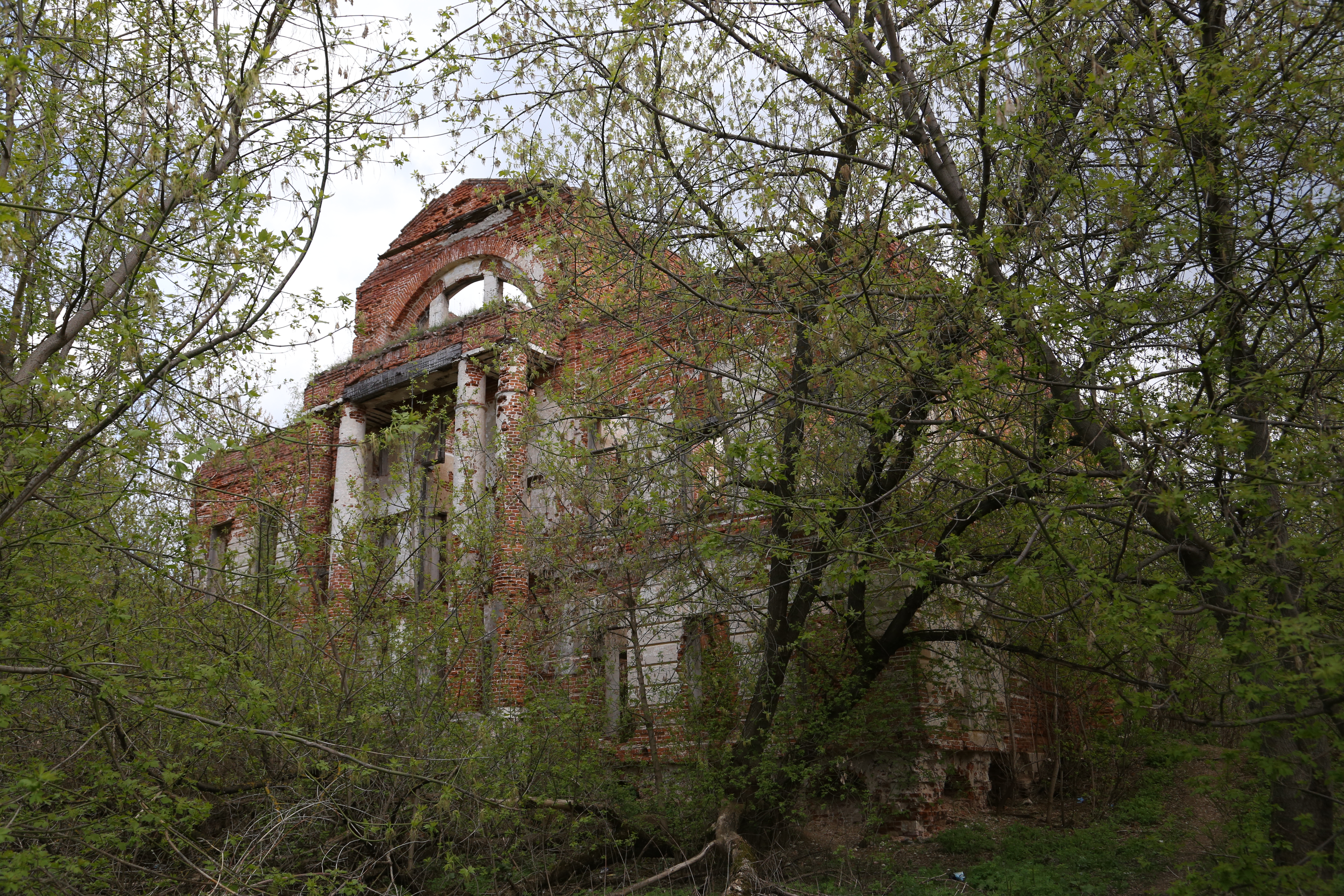
Руины усадьбы «Зендиково»

Зендиково — посёлок в городском округе Кашира Московской области России.

## География
Посёлок находится в южной части области, в лесостепной зоне, на правом берегу реки Мутенки, при автодороге Р22, на расстоянии примерно 1 километра (по прямой) к югу от города Каширы, административного центра района. Абсолютная высота — 196 метров над уровнем моря.

### Климат
Климат характеризуется как умеренно континентальный, с умеренно холодной снежной зимой и тёплым летом. Среднегодовая температура воздуха — 2,7 — 3,8 °C. Средняя температура воздуха самого холодного месяца (января) — −6,6 °C (абсолютный минимум — −34,6 °C), средняя температура самого тёплого (июля) — 20,3 °С. Продолжительность периода со среднесуточной температурой ниже 0 °C составляет 120—135 дней. Годовое количество атмосферных осадков — 632 мм, из которых 437 мм выпадает в период с апреля по октябрь.

### Часовой пояс
Зендиково, как и вся Московская область, находится в часовой зоне МСК (московское время). Смещение применяемого времени относительно UTC составляет +3:00.

## Население
| 2002 | 2010  |
| ---- | ----- |
| 1931 | ↘1854 |

### Национальный состав
Согласно результатам переписи 2002 года, в национальной структуре населения русские составляли 96 %.

## Достопримечательности
- Усадьба «Зендиково»